# William Walker (Söldner)

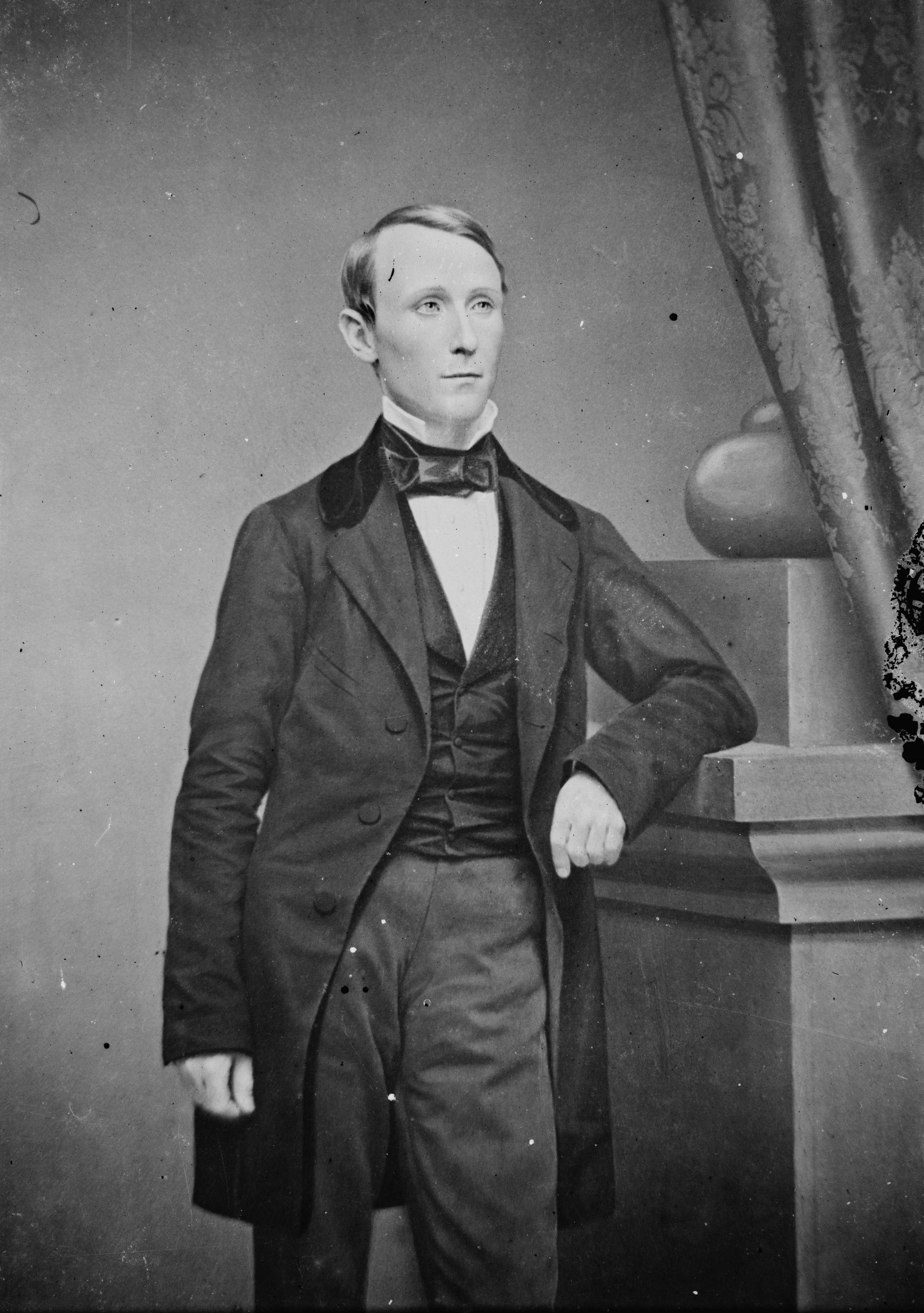
William Walker

William Walker (* 8. Mai 1824 in Nashville, Tennessee; † 12. September 1860 in Trujillo, Honduras) war ein US-amerikanischer Arzt, Rechtsanwalt, Journalist, Abenteurer und Filibuster, der Mitte des 19. Jahrhunderts versuchte, mehrere Staaten in Mittelamerika zu erobern. Während des Bürgerkriegs war er 1856 bis 1857 einer der rivalisierenden Präsidenten der Republik von Nicaragua. 1860 wurde er durch ein Erschießungskommando hingerichtet.

## Biographie
Walker studierte Medizin an den Universitäten Edinburgh, Göttingen, Heidelberg und Paris.
Mit 19 Jahren schloss er das Medizinstudium an der University of Pennsylvania ab und war kurzzeitig als Arzt in Philadelphia tätig, um dann in New Orleans Rechtswissenschaft zu studieren.
Nach einer kurzen Tätigkeit als Rechtsanwalt wurde Walker Herausgeber des New Orleans Crescent. 1849 zog er nach San Francisco, war weiterhin als Journalist tätig und wurde dreimal in Duellforderungen verwickelt. Bei zwei Duellen wurde er verwundet. In San Francisco entwickelte er die Idee, Teile Lateinamerikas zu erobern und von weißen Nordamerikanern beherrschte Staaten zu gründen (Filibustering), was im größeren Zusammenhang des Interamerikanismus zu sehen ist.

### Reise nach Baja California und Sonora
1853 versuchte Walker mit 45 Mann die mexikanischen Gebiete Baja California und Sonora zu erobern. Er besetzte La Paz, die Hauptstadt des dünnbesiedelten Baja California, und rief sich zum Präsidenten der Republic of Baja California aus. Drei Monate später erklärte er Baja California zum Teil der größeren Republic of Sonora, obwohl es ihm nie gelang, Sonora zu erobern. Mangelnder Nachschub und unerwartet heftiger Widerstand der mexikanischen Regierung zwangen Walker schnell zum Rückzug. In Kalifornien wurde er wegen illegaler Kriegsführung vor Gericht gestellt. Die Jury, beeinflusst von den Ideen des Manifest Destiny, sprach ihn nach acht Minuten Beratung von den Anschuldigungen frei.

### Herrscher über Nicaragua

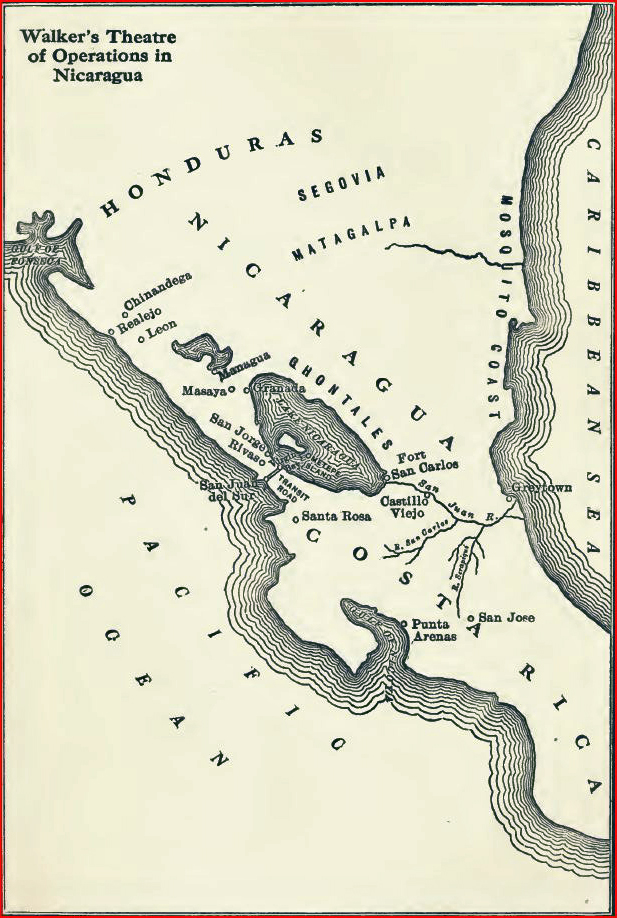
Walkers Nicaraguakarte

Walker wurde im 1855 begonnenen nicaraguanischen Bürgerkrieg von der liberalen Kriegspartei zu Hilfe gerufen. Am 4. Mai stach er mit einer Söldnertruppe von 57 Mann trotz Verbots der US-Behörden von San Francisco aus in See. Er übernahm rasch die Macht in Nicaragua und herrschte als Oberbefehlshaber der Armee durch die Marionettenregierung von Patricio Rivas. Trotz der offensichtlichen Unrechtmäßigkeit dieses Unternehmens erkannte US-Präsident Franklin Pierce Walker am 20. Mai 1856 als legitimen Herrscher Nicaraguas an. Walker heuerte weitere Europäer und Amerikaner an, um auch die vier weiteren unabhängigen zentralamerikanischen Staaten Guatemala, El Salvador, Honduras und Costa Rica unter seine Gewalt zu bringen.
Ein Streit über die durch Nicaragua führende Transitroute von New York nach San Francisco führte zum Bruch zwischen Walker und der US-Regierung. Bis zur Eröffnung einer durchgehenden Eisenbahnverbindung führte der schnellste Weg von der US-Ostküste nach Kalifornien über Nicaragua. Passagiere und Fracht wurden per Schiff von New York zur nicaraguanischen Atlantikküste nach Greytown und weiter über den Río San Juan bis zum Nicaraguasee transportiert. Nach einem kurzen Landweg per Kutsche bis zur Pazifikküste erfolgte der Weitertransport per Schiff bis zur amerikanischen Westküste. Die ehemalige nicaraguanische Regierung hatte die Konzession für diese Verbindung der von Cornelius Vanderbilt kontrollierten Accessory Transit Company erteilt. Vanderbilt hatte Walker ursprünglich unterstützt, in der Hoffnung auf eine Stabilisierung Nicaraguas. Walker zog wegen angeblicher Verstöße der Accessory Transit Company die Konzession zurück und erteilte sie Vanderbilts Rivalen Cornelius K. Garrison und Charles Morgan, die Walkers weitere militärische Pläne finanziell unterstützten. Vanderbilt übte erfolgreich Druck auf die US-Regierung aus, die Anerkennung von Walkers Regime zurückzunehmen. Darüber hinaus unterstützte er einen Versuch der mittelamerikanischen Staaten unter Führung Costa Ricas, Walkers Nachschubwege abzuschneiden.

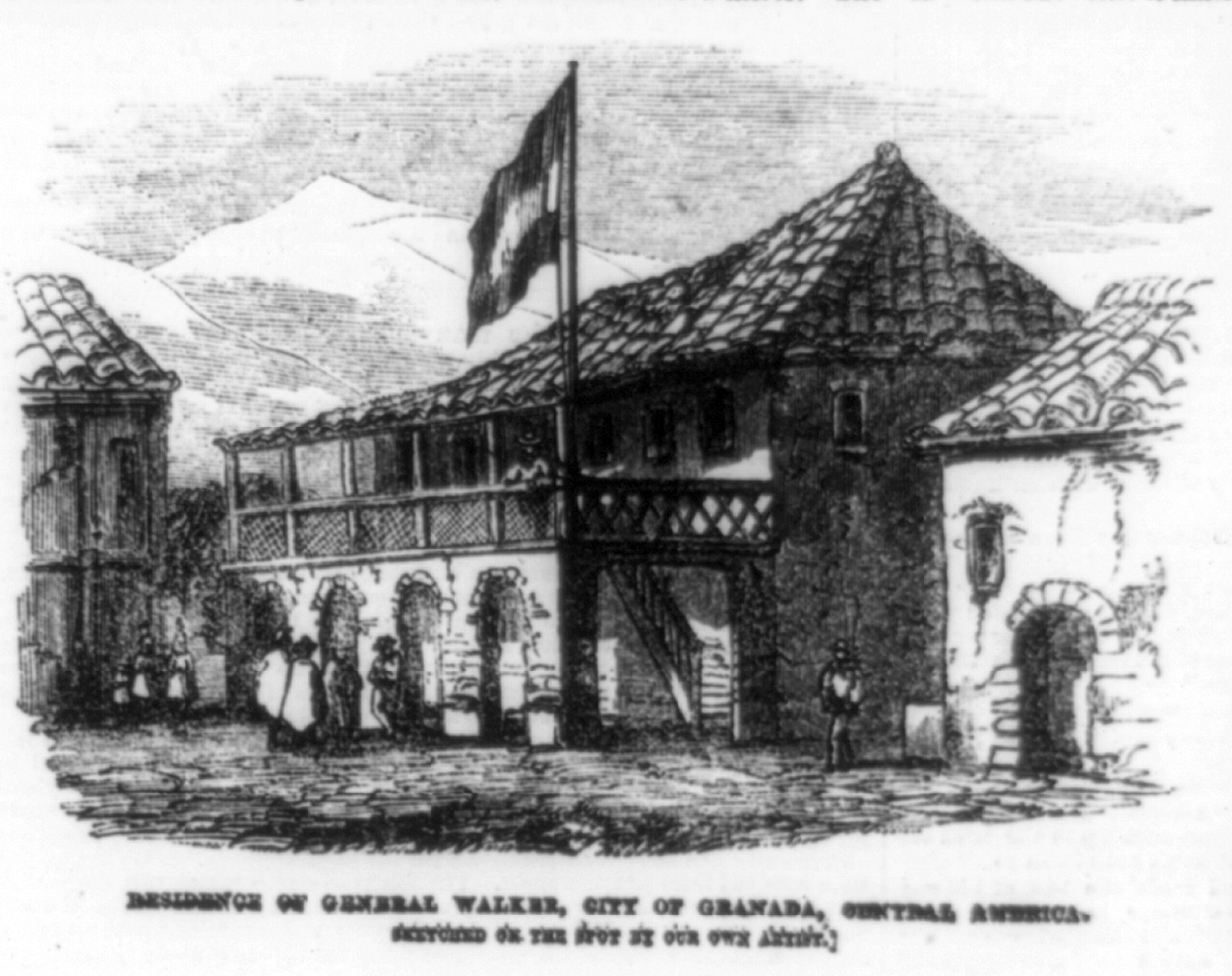
Walkers Haus in Granada. Während der Belagerung lief der guatemaltekische Offizier José Víctor Zavala am 12. Oktober 1856 unter schwerem Feuer zum Gebäude, um die Fahne zu erbeuten. Er wurde dabei nicht verletzt.

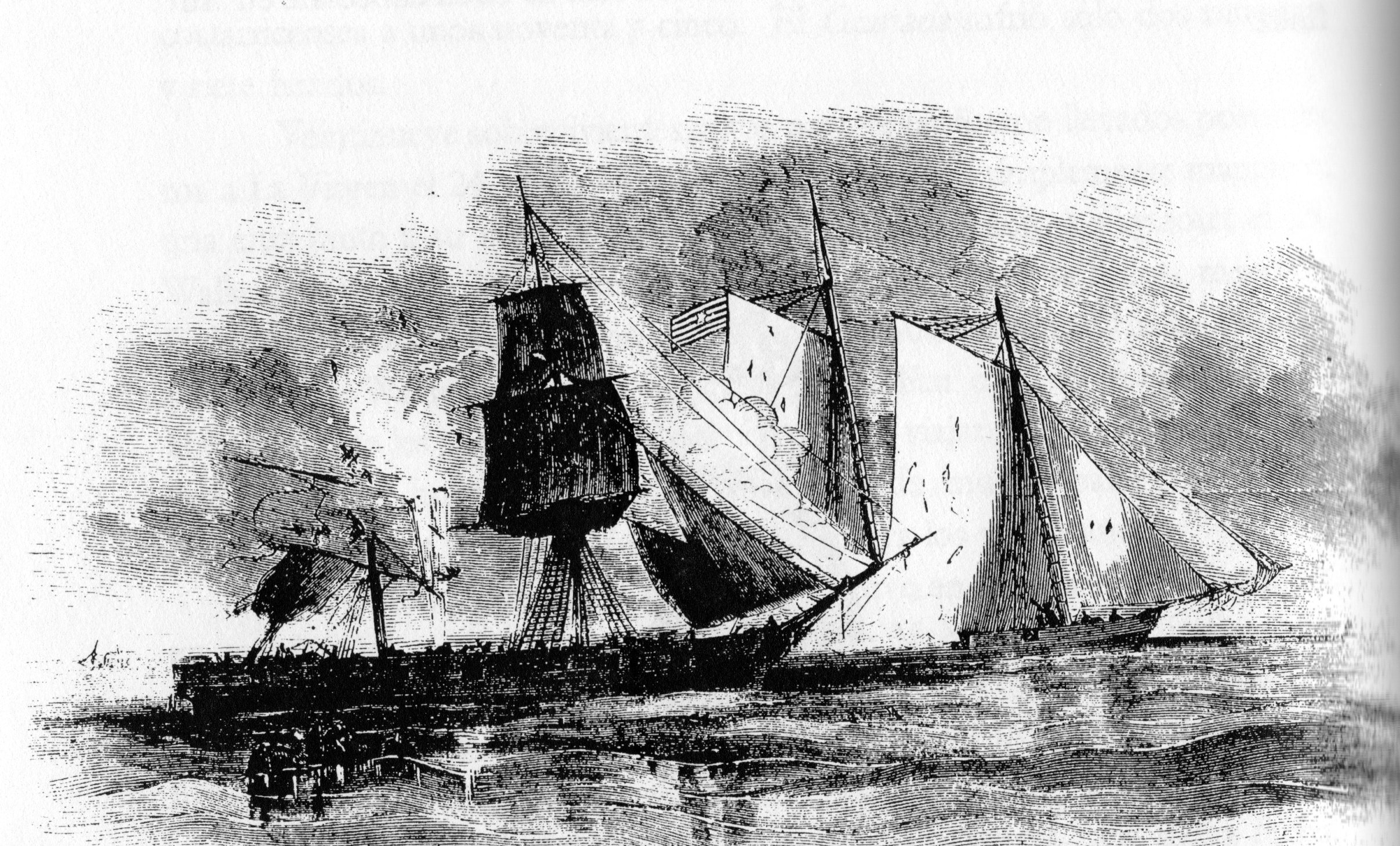
Seegefecht vor San Juan del Sur, Nicaragua, am 23. November 1856. Zeitgenössische Darstellung. Im Vordergrund die costa-ricanische Brigg „Once de Abril“, im Hintergrund der nicaraguanische Schoner „Granada“ unter der Flagge William Walkers.

Nach einer Wahl ohne Gegenkandidaten erklärte sich Walker im Juli 1856 zum Präsidenten Nicaraguas. Wegen der für ihn immer prekärer werdenden Lage suchte er Unterstützung bei den Bewohnern der Südstaaten der USA. Viele weiße Südstaatler erwarteten das baldige Ende der Sklaverei in den USA, Basis ihrer traditionellen Wirtschaftsweise. Walker stellte seine Eroberungen als Kampf für die Ausbreitung der Sklaverei dar und erklärte Nicaraguas Emanzipationsedikt von 1824 für ungültig, mit dem die Sklaverei abgeschafft worden war. Walkers Popularität in den Südstaaten stieg zwar, aber seine Armee, geschwächt durch eine Choleraepidemie und zahlreiche Überläufe, kam gegen die von Vanderbilt unterstützte Koalition der zentralamerikanischen Staaten nicht an.
Am 1. Mai 1857 ergab sich Walker der US-Armee und wurde in die USA zurückgebracht. Bei seiner Ankunft in New Orleans wurde er als Held gefeiert, brachte die öffentliche Meinung aber gegen sich auf, als er die US-Navy für seine Niederlage verantwortlich machte. Sechs Monate später unternahm er einen weiteren Eroberungsversuch und wurde bei San Juan del Norte erneut von der US-Navy festgenommen und in die USA zurückgebracht. In der Öffentlichkeit wurde die Rechtmäßigkeit dieser Festnahme kontrovers diskutiert.

### Dritter Raubzug
Bestärkt durch die Sklavenhalter organisierte Walker einen weiteren Raubzug. Die Karibikinsel Roatán vor der Küste von Honduras sollte als Operationsbasis dienen, ihm wurde dort aber das Anlanden von den britischen Behörden verboten. Er ließ am 6. August 1860 Trujillo (Honduras) ansteuern und die Hafenbefestigung im Handstreich besetzen. Am 19. August 1860 lief die britische Dampfsloop HMS Icarus unter dem Kommando von Kapitän Nowell Salmon Trujillo an. Salmon teilte Walker am 21. August 1860 mit, dass die Einnahmen der Zollstation von Trujillo an die britische Krone verpfändet und mit Walkers Erscheinen die Einnahmen der Zollstation verschwunden seien.
Nun wandte sich der Kommandant der Festung, der spanische Staatsbürger Manuel Cano Madrazo, der in Guatemala unter José Rafael Carrera Turcios Gouverneur des Departamento Izabal war, an den Gouverneur von Britisch-Honduras und bat ihn, den Kapitän der Fregatte HMS Icarus anzuweisen, die Filibustiere zu verfolgen. Dies zwang Walker, sich ins Landesinnere von Honduras zurückzuziehen. 80 Filibustiere entschieden sich, die Festung zu verlassen und nach Osten Richtung Cabo Gracias a Dios zu gehen. Sie ließen sechs Kranke und Verletzte in der Obhut des Mediziners E. H. Newton in der Festung zurück. Im Morgengrauen des 22. August 1860 kam Salmon in die Festung und stellte die Verletzten unter den Schutz der britischen Krone.
Am 23. August 1860 griffen honduranische Truppen in La Ceiba Walkers Söldner über den Río Aguán an. Der Angriff wurde von den Filibustieren abgewehrt, Walker wurde leicht verletzt. Auf Seiten der Filibustiere gab es einen Toten und eine Anzahl Verletzter. Sie erreichten den Río Tinto, bewegten sich am Ufer entlang bis etwa vier Meilen vor dessen Mündung und kampierten in einer Fabrik des Briten Demsing.
Am 3. September 1860 landete dort der englische Kapitän Nowell Salmon mit 40 Mann und drang mit zwei Booten auf den Río Tinto vor. Als er die Fabrik erreichte, wurde ihm die Kapitulation Walkers überbracht. Walker ergab sich mit seinen Söldnern und wurde auf dem englischen Kriegsschiff HMS Ikarus festgesetzt. Die Ikarus legte nach Trujillo ab. An Bord diktierte Walker einem Journalisten einen Protest; er habe sich der britischen Krone ergeben.

### Hinrichtung

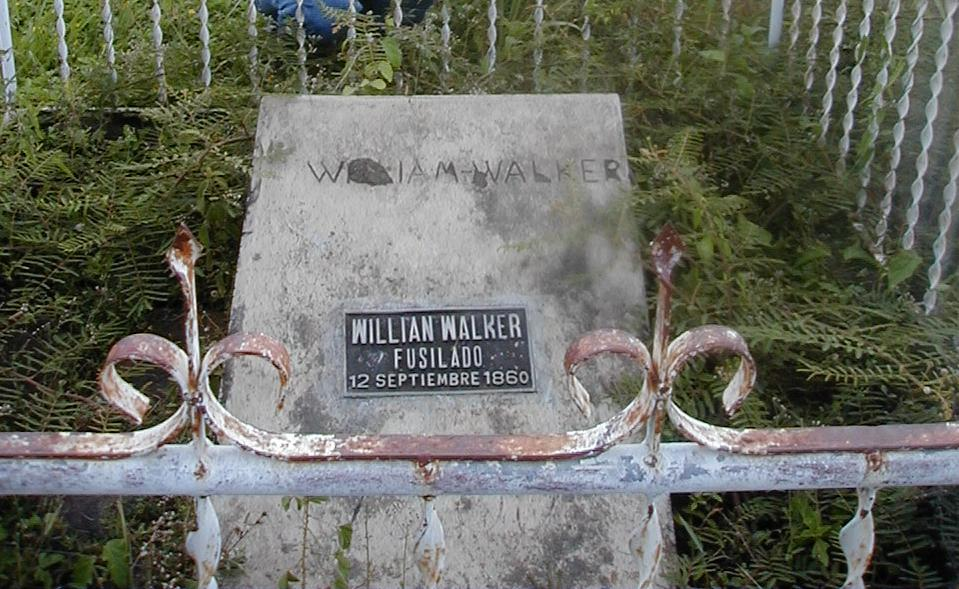
William Walkers Grab auf dem alten Friedhof in Trujillo

Walker wurde von Salmon, der in ihm eine Bedrohung der englischen Interessen in der Region (Britisch-Honduras und Moskitoküste) sah, an die Behörden der Republik Honduras ausgeliefert und dort zum Tode verurteilt. Am 12. September 1860 wurde er durch ein honduranisches Erschießungskommando hingerichtet.

## Rezeption

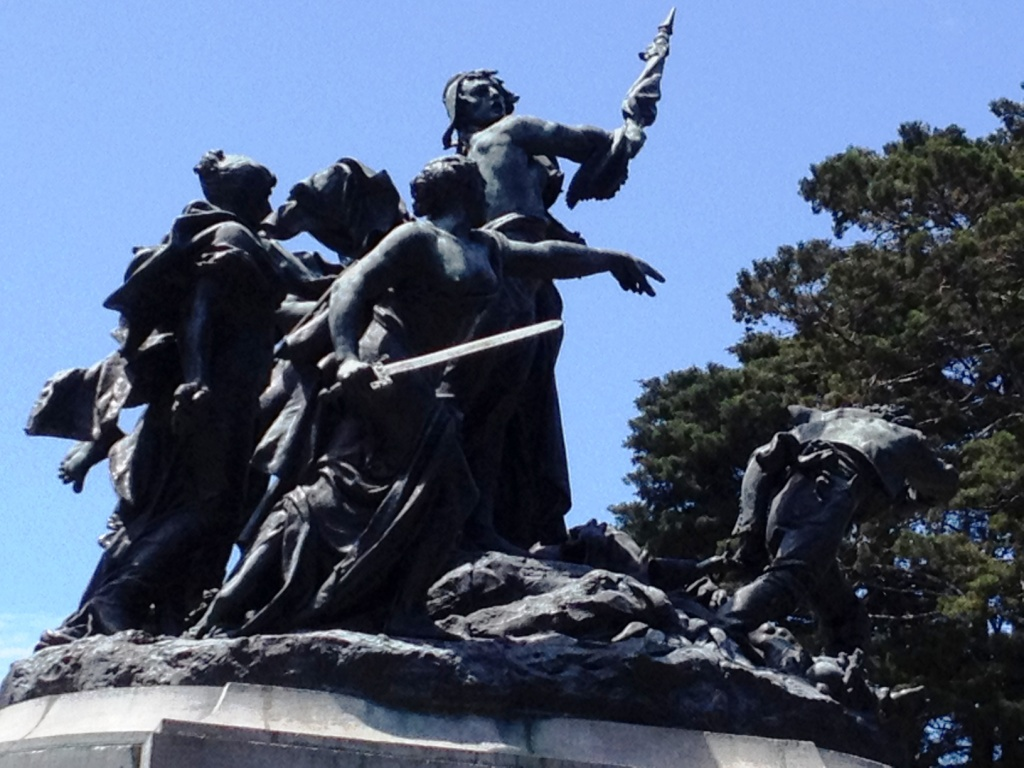
Monumento Nacional de Costa Rica

Zur Erinnerung an den Sieg über Walker wurde 1895 in der costa-ricanischen Hauptstadt San José von dem französischen Bildhauer Louis-Robert Carrier-Belleuse ein bronzenes Denkmal errichtet, das Nationalmonument von Costa Rica. Das Monument besteht aus fünf Frauenfiguren, die die fünf zentralamerikanischen Republiken repräsentieren, und eine fliehende Männerfigur, die William Walker darstellt.
Der deutsche Autor Alfred Neumann schrieb zwischen Herbst 1941 und Frühling 1948 in der südkalifornischen Emigration den biographischen Roman Der Pakt. Der Franzose Patrick Deville verfasste 2004 über Walker den Roman Pura vida. Leben und Sterben des William Walker (2009).
Walkers Biographie ist auch Thema mehrerer Filme, darunter Walker mit Ed Harris in der Titelrolle. Regisseur Alex Cox wurde auf der Berlinale 1988 für den Goldenen Bären nominiert. Die von Marlon Brando verkörperte Hauptfigur des Films Queimada – Insel des Schreckens (1969, Regie Gillo Pontecorvo) heißt Sir (!) William Walker mit Bezugnahme auf die historische Figur, es geht aber nicht um deren Leben und Taten.

## Schriften
- William Walker: The war in Nicaragua. Mobile AL, 1860, Digitalisat